# Sněžné jámy
Sněžné jámy (německy Schneegruben, polsky Śnieżne Kotły) jsou mohutné ledovcové kary na severním a východním svahu Vysoké pláně na slezské straně Krkonoš.
Jáma na severním svahu se jmenuje Malá Sněžná jáma (polsky Mały Śnieżny Kocioł), 550 m dlouhá, 400 m široká a 300 m hluboká, na východním svahu je Velká Sněžná jáma (polsky Wielky Śnieżny Kocioł), 800 m dlouhá, 600 m široká a 300 m vysoká, na jejímž dně se nacházejí ledovcová jezírka Śnieżne Stawki.
Sněžné jámy jsou výborným příkladem alpské krajiny, zastoupené řadou vzácných rostlin (např. lomikámen sněžný, lomikámen vstřícnolistý aj.).

## Hotel a vysílač
V roce 1837, tj. v počátcích krkonošské turistiky, byla nad Sněžnými jámami postavena budka s občerstvením a útulkem pro 2 osoby, svého času první krkonošská stavba určená výhradně pro turistické účely. Po roce 1858 zbudovaný kamenný dům s restaurací pro 50 lidí už umožňoval nocleh pro 21 osob. V letech 1896–97 byl z iniciativy rodu Schaffgotschů postaven na vrcholu Vysoké pláně několikapatrový luxusní horský hotel Schneegrubenbaude s vyhlídkovou věží, se 44 dvoulůžkovými pokoji a několika jídelnami. Za druhé světové války se hotel stal rekreačním zařízením německé Luftwaffe. Po roce 1945, kdy se Polsko posunulo na západ, připadlo mu Slezsko a původní německojazyčné obyvatelstvo bylo z většiny vyhnáno, se budově začalo říkat Wawel, pro její podobnost s krakovským královským hradem. V roce 1950 zprovoznil Polský klub turistů PTTK v bývalém hotelu bufet a pouze několik lůžek, který sloužil do roku 1960, kdy byl na zbořeništi zdí bývalého hotelu zřízen provizorní TV vysílač pro přenos signálu z olympijských her v Římě. Současnou podobu získala budova po přestavbách v letech 1960–1964 a 1974–1978. Roku 1994 zde bylo instalováno zařízení pro mobilní telefonii.
Budova je pro veřejnost uzavřená, v extrémním počasí již však několikrát poskytla turistům přístřeší. Zaměstnanci vysílače mají také zásluhu na záchraně mnoha lidských životů.

## Galerie

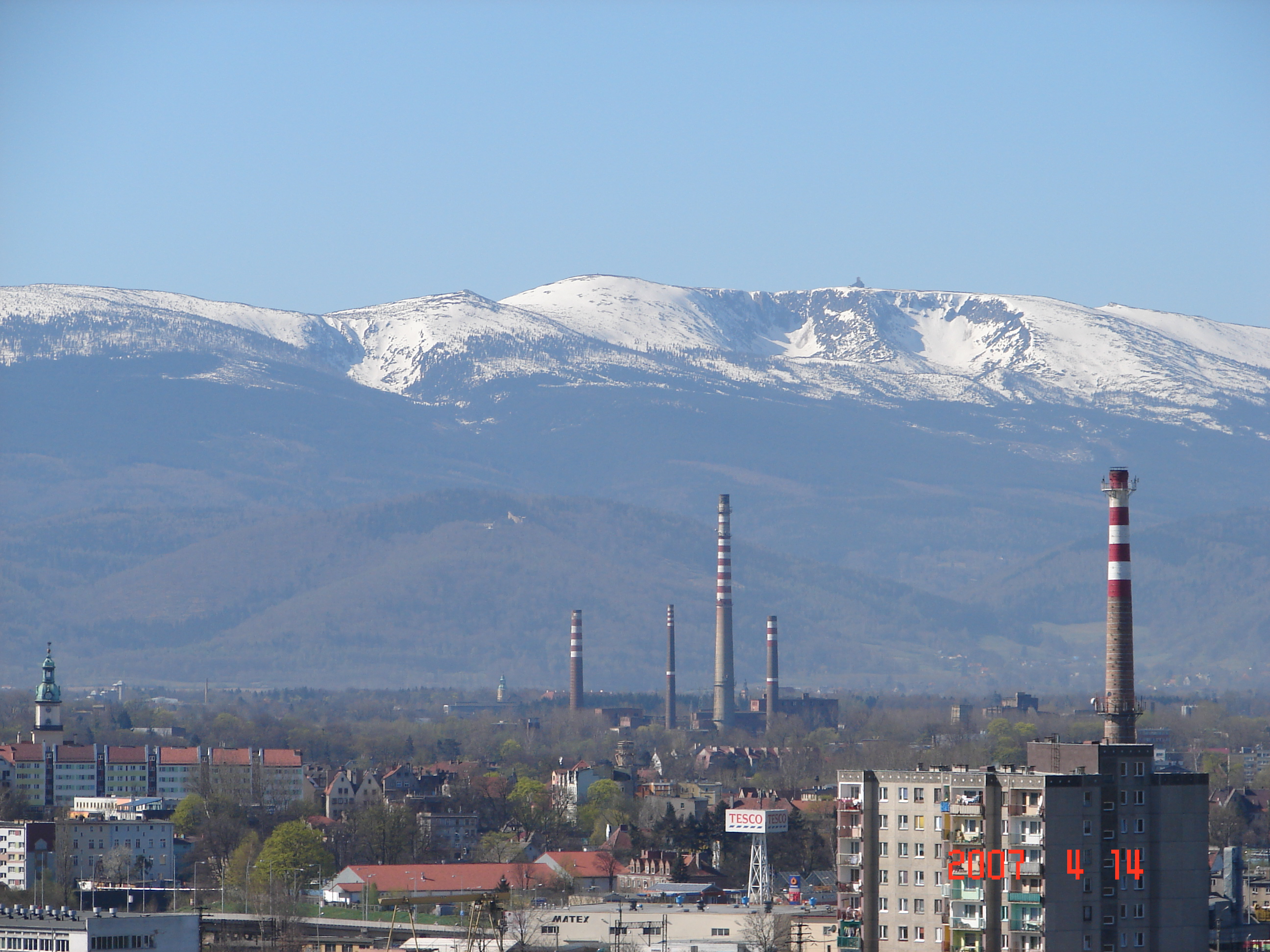
Sněžné jámy od Jelení Hory (PL)
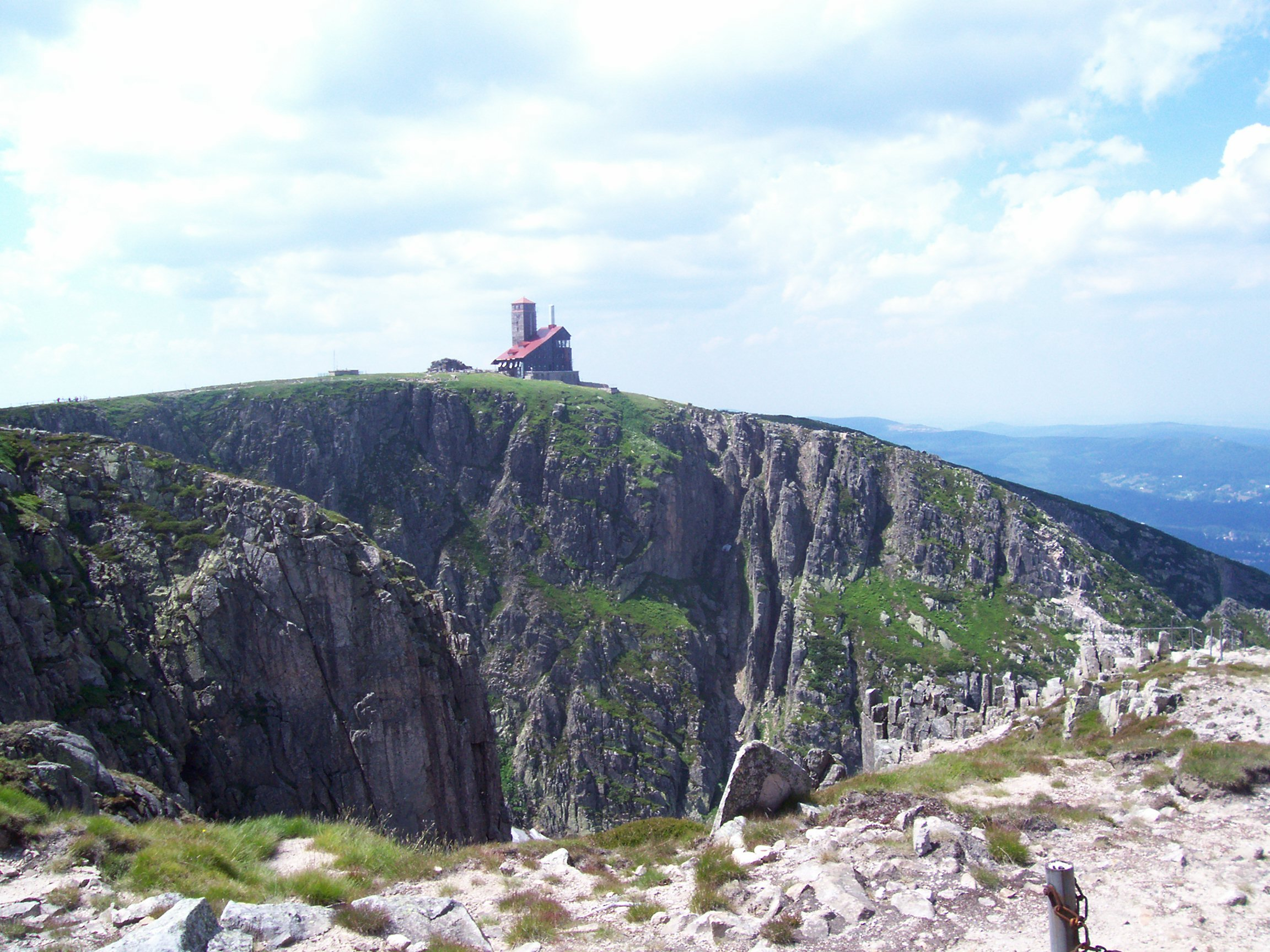
Sněžné jámy s budovou vysílače Wavel
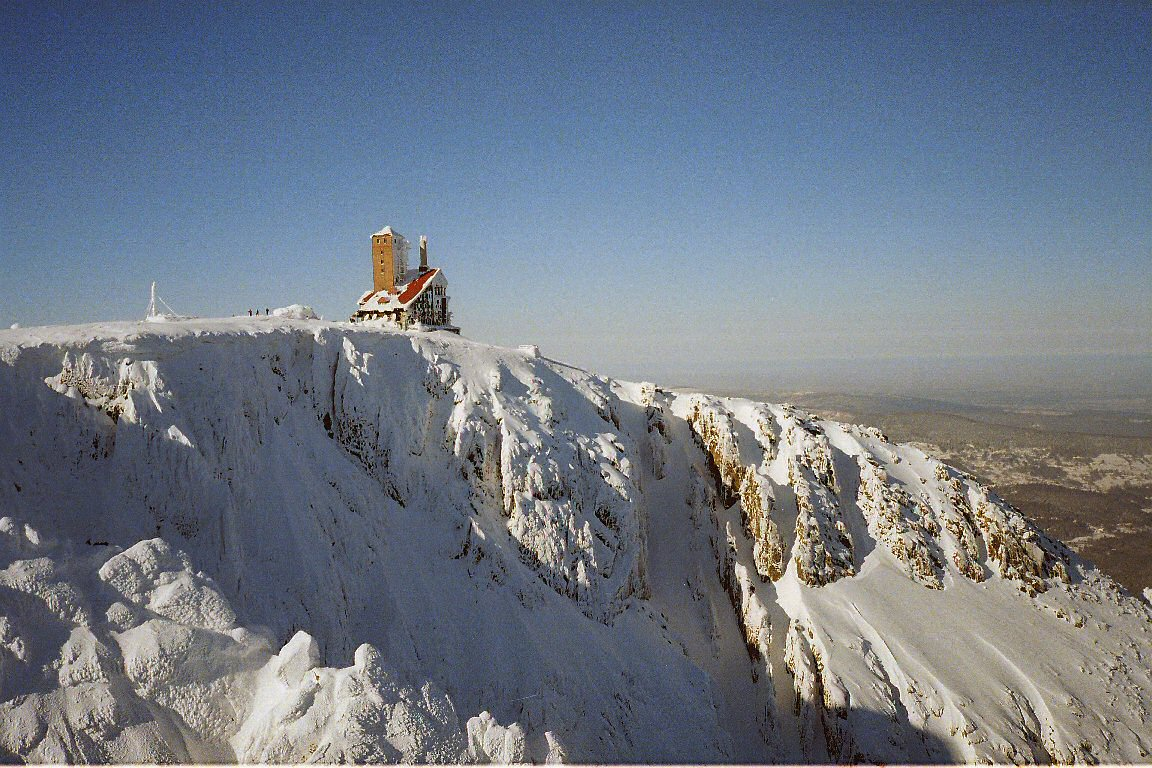
Sněžné jámy v zimě
Němá značka Sněžné jámy